# Goldich Crest
Goldich Crest är en bergstopp i Antarktis. Den ligger i Östantarktis. Nya Zeeland gör anspråk på området. Toppen på Goldich Crest är 1 700 meter över havet.
Terrängen runt Goldich Crest är bergig åt sydost, men åt nordväst är den kuperad. Goldich Crest ligger uppe på en höjd som går i öst-västlig riktning. Trakten är obefolkad. Det finns inga samhällen i närheten.